# نهر فورونيا
فورونيا ( (بالروسية: Воро́нья)‏ ) هو نهر يقع في شبه جزيرة كولا في مورمانسك أوبلاست، في روسيا . يبلغ طوله 155 كم. تبلغ مساحة حوض تصريفه 9،940 كيلومتراً مربعاً. يتدفق نهر فورونيا من بحيرة لوفوزيرو ويصب في بحر بارنتس.
بنيت محطتان لتوليد الطاقة الكهرومائية على ضفاف النهر، بسعة إنتاجية إجمالية تبلغ 351 ميجاوات وإنتاج سنوي يبلغ 1069 جيجاوات ساعة.